# Serényi József
Serényi József (családi neve: Steinfeld; Arad, 1905. február 7. – Arad, 1956. április 24.) aradi magyar újságíró, szerkesztő, költő, novellista.

## Életútja
Reálgimnáziumi tanulmányait Budapesten kezdte, Aradon fejezte be. Tizenhat éves korában szülővárosában verseskötetet adott ki. 1923-ban az aradi színház bemutatta A bűvös kard c. egyfelvonásos mesejátékát. 1923-tól az Aradi Közlöny, 1925-ben a címet változtatott Aradi Közlöny helyébe lépett Erdélyi Hírlap munkatársa. 1925–27 között a Lugoson megjelenő Krassó-Szörényi Lapok felelős szerkesztője, 1928–35 között a Szalontai Lapok szerkesztője. Szerkesztésében látott napvilágot 1934-ben a Szalonta. Arany János városa c. kiadvány. 1935-ben tért vissza Aradra, az Erdélyi Hírlaphoz. 1938–44 között megjárta a munkatáborokat.
1945 után Aradon a Teba gyár személyzeti osztályának vezetője, 1948-ig a kolozsvári Igazság aradi tudósítója. 1951-től haláláig a Vörös Lobogó belső munkatársa volt. Irodalmi riportjait az Utunk is közölte, jegyzeteit a bukaresti rádió közvetítette.

## Kötetei
- Örök szerenád (versek, Steinfeld József néven, előszó  Prattinger Ferenc; Arad, 1921)
- Mimóza (novellák, Arad, 1923)
- Víg és komoly írások (Lugos é. n.)
- Énekel az élet (versek, Arad, 1936)
- Doktor Fájdalom (novellák, Arad, 1939)